# Kittsee
Kittsee (slowakisch Kopčany, ungarisch Köpcsény, kroatisch Gijeca) ist eine Marktgemeinde mit 3803 Einwohnern (Stand 1. Jänner 2025) im Bezirk Neusiedl am See im Burgenland in Österreich.

## Geografie
Kittsee ist der einzige Ort in der Gemeinde. Er liegt direkt an der Grenze zur Slowakei bei Bratislava. Der nördlichste Punkt des Burgenlandes befindet sich ebenfalls in Kittsee. Die ursprüngliche Gemeinde war größer und reichte bis auf das heutige Staatsgebiet der Slowakei. Nach der Grenzziehung von 1919 liegt nur mehr der westliche Teil auf österreichischem Gebiet. Der abgetrennte Teil ist heute ein Teil des fünften Bezirks von Bratislava, Petržalka, und trägt den slowakischen Namen Kopčany.
Nachbargemeinden:
|                     | Berg (BL)                                   |          |
| Edelstal            | Kompassrose, die auf Nachbargemeinden zeigt | Slowakei |
| Prellenkirchen (BL) | Pama                                        |          |

## Geschichte

Kittsee (rechts oben) um 1873 im Aufnahmeblatt der Landesaufnahme (links schematisch dargestellt der Bereich des Militärlagers in Bruck an der Leitha)

Die Herrschaft Kittsee befand sich im vom ungarischen König Stephan I. gegründeten Grenzkomitat Wieselburg. Durch die Lage an der Donau und an der Straße zwischen Wien und Pressburg war Kittsee ein wichtiger Ort für den Ost-West-Handel. Vermutlich wurde bereits von Béla III. hier eine Mautstation errichtet. Mit deren Einnahmen wurden die Burg erbaut und für die Erhaltung der Straßen und Brücken gesorgt. Spätestens im 15. Jahrhundert hatte Kittsee das Marktrecht.
1529 wurde der Ort von den Osmanen zerstört. Im 16. Jahrhundert wurden in verödeten Dörfern kroatische Bauern angesiedelt. 1679 wütete die Pest in Kittsee. 1683 zerstörten die Osmanen den Ort auf ihrem Weg nach Wien. Auch der Bethlenkrieg 1619–1620 und der Kuruzenkrieg von 1704 stellten schwere Belastungen dar.
Seit 1898 musste aufgrund der Magyarisierungspolitik der Regierung in Budapest der ungarische Ortsname Köpcsény verwendet werden. Um das Jahr 1910 wurden zahlreiche neue Häuser errichtet. Nach dem Ausspruch eines aus Amerika zurückgekehrten Auswanderers wurde der neue Ortsteil Chikago genannt.
Nach Ende des Ersten Weltkriegs wurde nach zähen Verhandlungen Deutsch-Westungarn in den Verträgen von St. Germain und Trianon 1919 Österreich zugesprochen. Der Ort gehört seit 1921 zum neu gegründeten Bundesland Burgenland (siehe auch Geschichte des Burgenlandes).
Am 1. Jänner 1971 wurde Kittsee mit Edelstal fusioniert, die Fusionierung wurde aber am 1. Jänner 1992 wieder rückgängig gemacht.
Bis zum Jahr 1990 lag Kittsee direkt am „Eisernen Vorhang“. Dieser Umstand führte in den Jahren nach dem Zweiten Weltkrieg zu einem Rückgang der Einwohnerzahl. Seit den 2000er Jahren steigt die Bevölkerungszahl jedoch stark an, bedingt durch den Zuzug jüngerer, meist besser gestellter slowakischer Familien. Gründe sind vor allem niedrigere Grundstückspreise als in Bratislava, die günstige Lage nahe dem Stadtzentrum der slowakischen Hauptstadt sowie Kreditunterstützungen seitens des österreichischen Staats. Im Jahr 2003 wurde in Kittsee die Region Centrope gegründet. Am 24. Juni 2009 wurde Kittsee zur Marktgemeinde erhoben.

### Das jüdische Kittsee
Kittsee gehörte zu den burgenländischen Siebengemeinden, wo sich seit 1670 unter dem Schutz der Fürsten Esterházy Juden niederlassen durften. 1735 lebten in Kittsee 266 Juden, 1821 waren es 789. Aufgrund starker Abwanderung in den Jahrzehnten danach – aus wirtschaftlichen Gründen – sank ihre Zahl bis 1934 auf 62. Rund einen Monat nach dem Anschluss kam es zur endgültigen Zerstörung der Judengemeinde Kittsee.

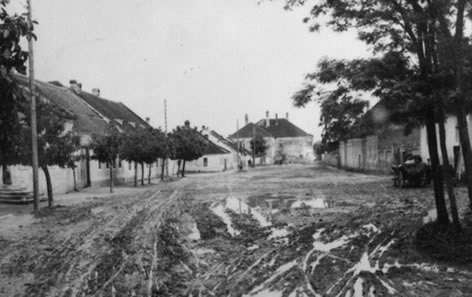
Ortszentrum von Kittsee mit der Synagoge (um 1920)

Mitte April 1938 wurden die 51 jüdischen Anwohner Kittsees und der Nachbargemeinde Pama nachts von Mitgliedern der SA aus ihren Häusern geholt, enteignet und auf einer Sandinsel in der Donau ausgesetzt. Die Flüchtlinge wurden von Einwohnern des tschechoslowakischen Dorfes Devín (heute ein Stadtteil von Bratislava) und der Militärpolizei gefunden und umgehend über die ungarische Grenze abgeschoben. Ungarn wiederum schob die Juden nach Österreich zurück. Nach einer längeren Irrfahrt konnten schließlich jüdische Hilfsorganisationen in Bratislava den deportierten Kittseer Juden die Emigration in verschiedene Aufnahmeländer ermöglichen.

### Das kroatische Kittsee
Kittsee zählt auch zum Siedlungsgebiet der Burgenlandkroaten. Allerdings ist dieses Bevölkerungselement seit Ende des Zweiten Weltkrieges auf nur mehr ein paar Dutzend Sprecher zusammengeschmolzen. Der Ort wurde um 1550 mit Kroaten besiedelt; der Anteil der Deutschen und der Kroaten hielt sich in Kittsee – ähnlich wie in den Orten Antau (Otava), Sigleß (Cikleš) und Stegersbach (Santalek) – in der Vergangenheit stets in der Waage. Im Laufe des 19. Jahrhunderts verlagerte sich das Schwergewicht zu Gunsten der deutschsprachigen Gruppe, die kroatische behielt aber bis in die Zwischenkriegszeit einen namhaften Umfang (Anteil der Kroaten an der Gesamtbevölkerung 1910: 37,6 %, 1934: 31,8 %, 1951: 9,4 %, 2001: 2,6 %). Kittsee zählt noch heute zu den zweisprachigen Pfarren des Burgenlandes mit kroatischer Seelsorgesprache.
Der Ort zählt vor der Angliederung des Burgenlandes an Österreich auch einen Anteil von rund einem Viertel magyarischer Bevölkerung (1910: 25,2 %; 1920: 24,3 %). Die Volkszählung von 1923 verzeichnet hingegen einen Anteil von nur 7,3 % ungarischsprachiger Bevölkerung, der sich bis 1934 nochmals auf 4,7 % verringert.

### Bevölkerungsentwicklung
| Kittsee: Einwohnerzahlen von 1869 bis 2025          | Kittsee: Einwohnerzahlen von 1869 bis 2025 | Kittsee: Einwohnerzahlen von 1869 bis 2025 | Kittsee: Einwohnerzahlen von 1869 bis 2025 | Kittsee: Einwohnerzahlen von 1869 bis 2025 |
| --------------------------------------------------- | ------------------------------------------ | ------------------------------------------ | ------------------------------------------ | ------------------------------------------ |
| Jahr                                                |                                            |                                            |                                            | Einwohner                                  |
| 1869                                                | 1869                                       |                                            | 2.102                                      | 2.102                                      |
| 1880                                                | 1880                                       |                                            | 2.337                                      | 2.337                                      |
| 1890                                                | 1890                                       |                                            | 2.332                                      | 2.332                                      |
| 1900                                                | 1900                                       |                                            | 2.538                                      | 2.538                                      |
| 1910                                                | 1910                                       |                                            | 3.123                                      | 3.123                                      |
| 1923                                                | 1923                                       |                                            | 2.679                                      | 2.679                                      |
| 1934                                                | 1934                                       |                                            | 2.645                                      | 2.645                                      |
| 1939                                                | 1939                                       |                                            | 2.498                                      | 2.498                                      |
| 1951                                                | 1951                                       |                                            | 2.549                                      | 2.549                                      |
| 1961                                                | 1961                                       |                                            | 2.317                                      | 2.317                                      |
| 1971                                                | 1971                                       |                                            | 2.278                                      | 2.278                                      |
| 1981                                                | 1981                                       |                                            | 2.165                                      | 2.165                                      |
| 1991                                                | 1991                                       |                                            | 1.961                                      | 1.961                                      |
| 2001                                                | 2001                                       |                                            | 1.877                                      | 1.877                                      |
| 2011                                                | 2011                                       |                                            | 2.176                                      | 2.176                                      |
| 2021                                                | 2021                                       |                                            | 3.547                                      | 3.547                                      |
| 2025                                                | 2025                                       |                                            | 3.803                                      | 3.803                                      |
| Quelle(n): Statistik Austria, Gebietsstand 1.1.2021 |                                            |                                            |                                            |                                            |

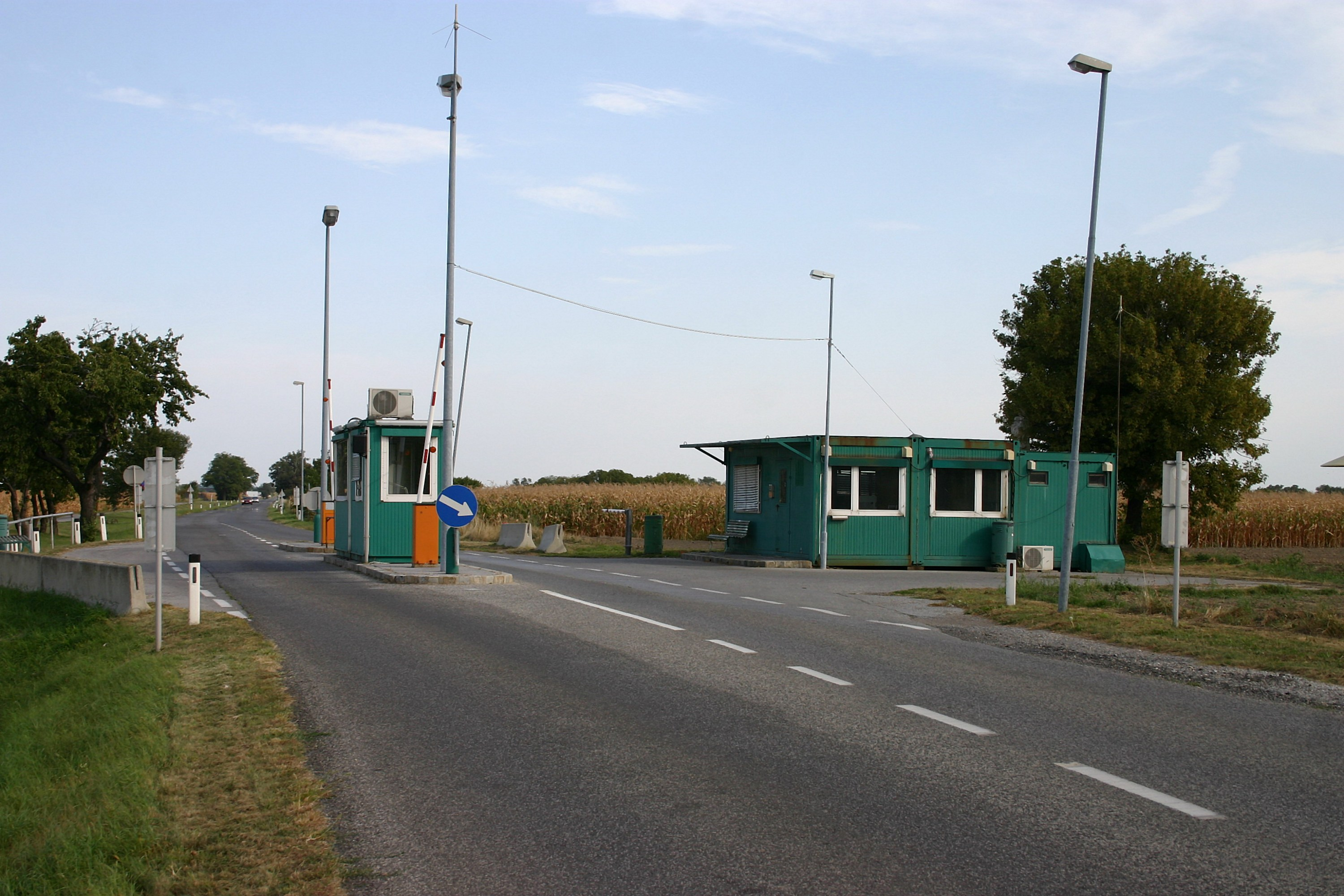
Grenzübergang Kittsee/Petržalka

Die meisten Zuwanderer der letzten Jahre stammen aus der Slowakei. Sie können sich die hohen Wohnkosten in Bratislava nicht mehr leisten.

## Kultur und Sehenswürdigkeiten
- Heidenturm Kittsee
- Jüdischer Friedhof Kittsee
- Altes Schloss Kittsee

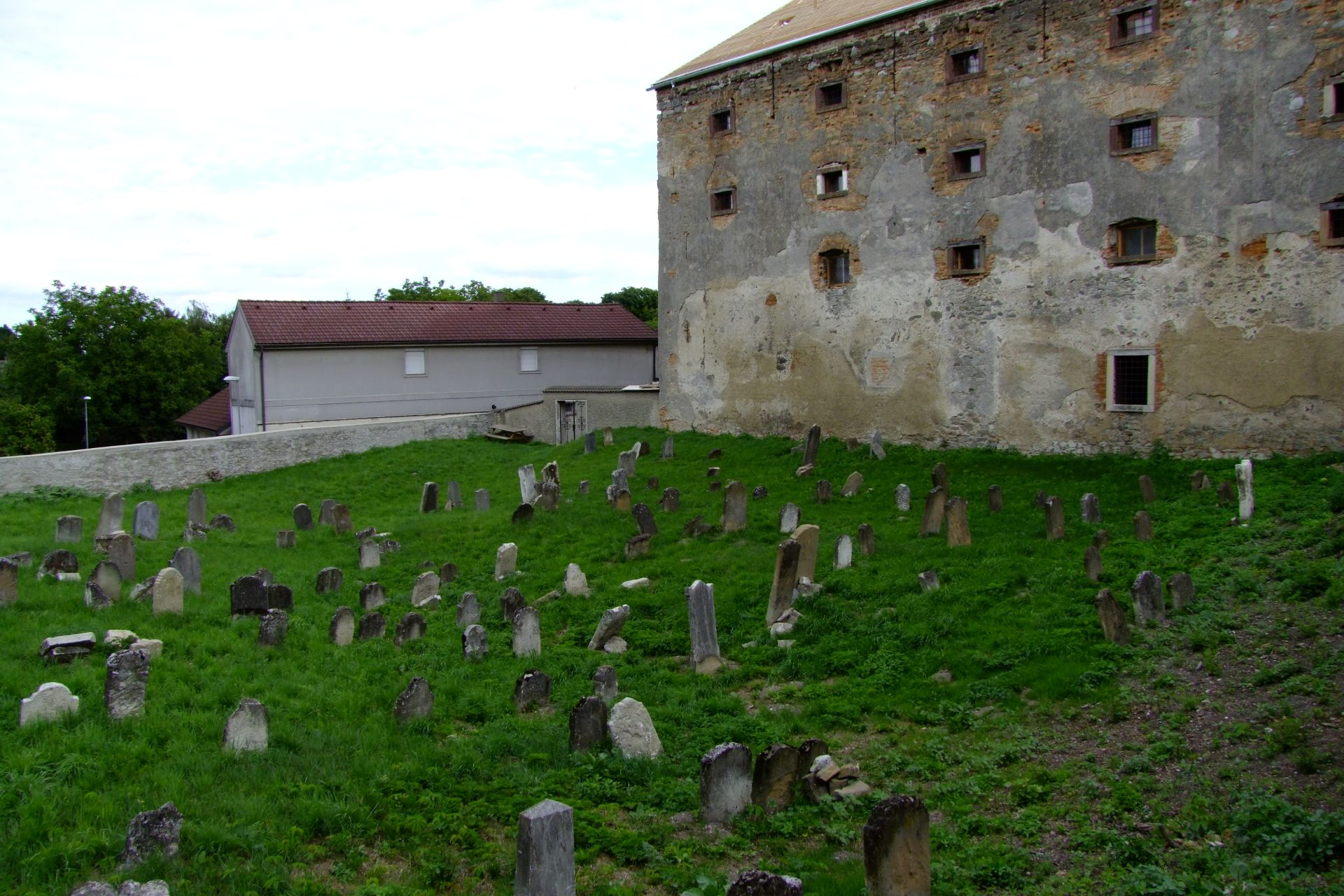
Altes Schloss Kittsee und Jüdischer Friedhof Kittsee

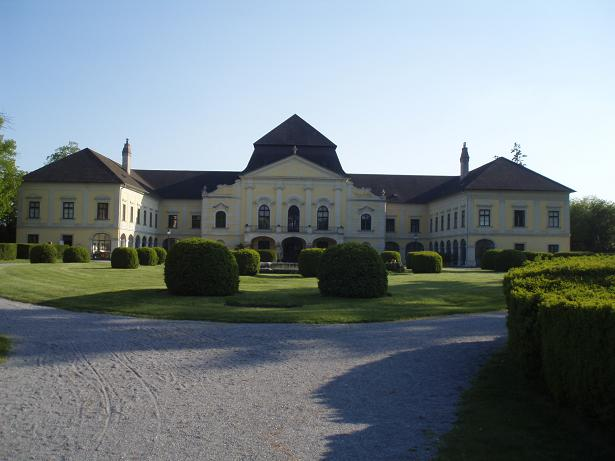
Neues Schloss Kittsee

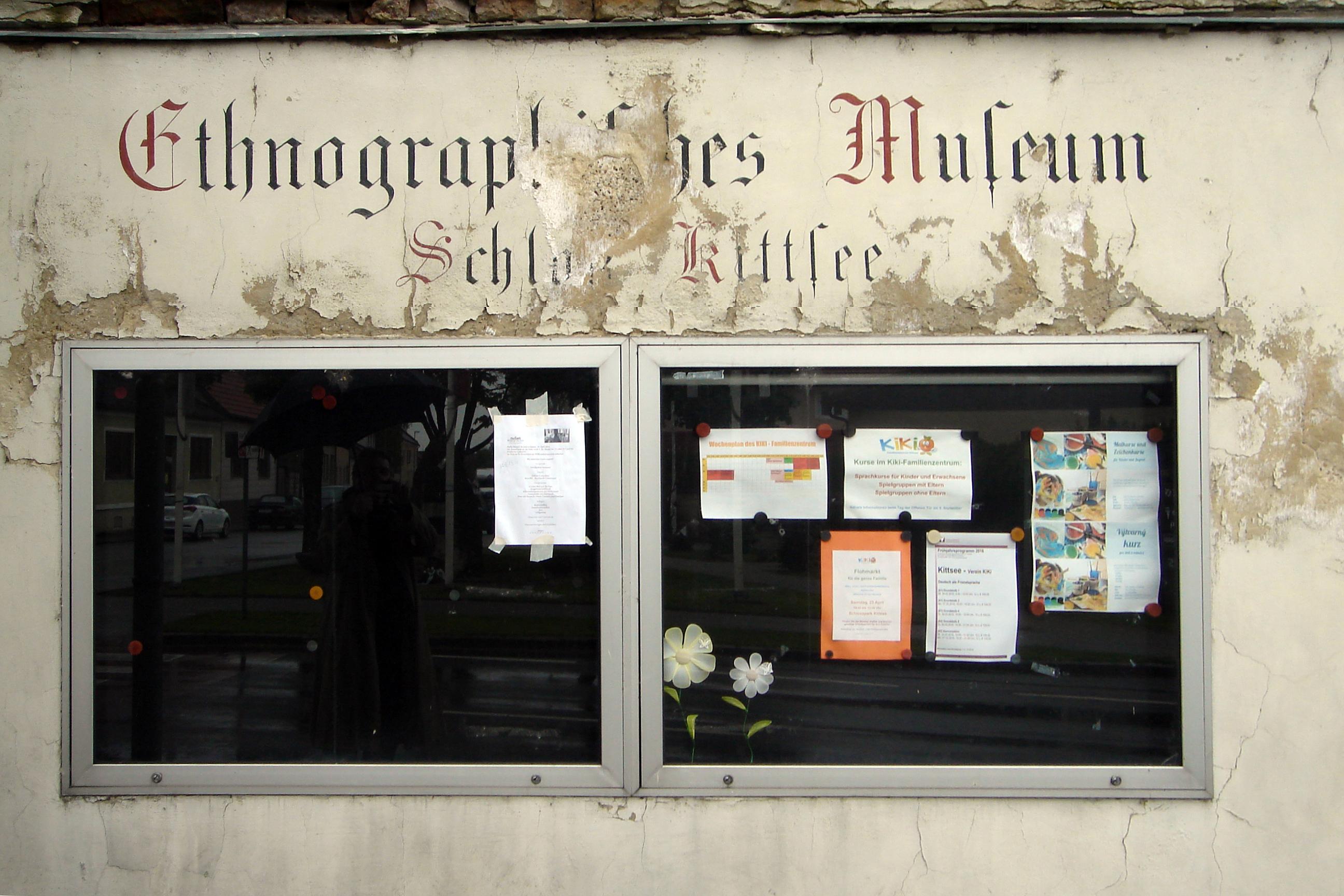
Ethnographisches Museum: Reste der Werbefläche an der Schlosspark-Einfriedung (April 2016)

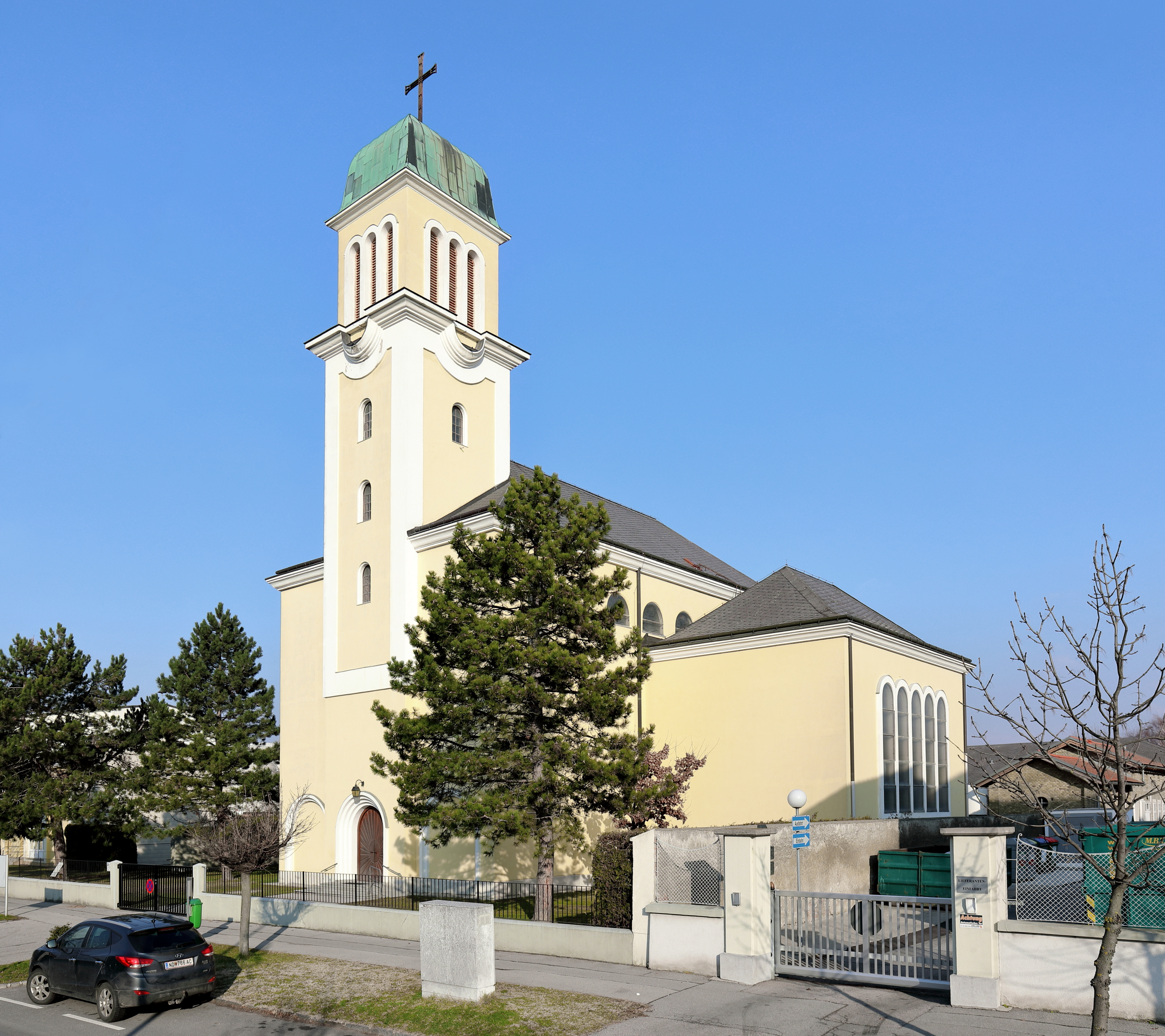
Pfarrkirche Kittsee

- Neues Schloss Kittsee: Schloss Kittsee wurde Anfang des 17. Jahrhunderts erbaut, es ist mit seinem Schlosspark ein bedeutendes Barockschloss des nördlichen Burgenlandes. Das Schloss beherbergte bis zum 28. September 2008 das Ethnographische Museum Schloss Kittsee, welches ausgewählte Exponate der Volkskultur von Ost- und Südosteuropa zeigte, seitdem ist das Museum geschlossen. Seit 2007 finden in den Sommermonaten Musiktheater-Aufführungen im Rahmen des Sommerfestival Kittsee statt. Künstlerischer Leiter ist der Wiener Schauspieler, Sänger und Regisseur Gerhard Ernst.
- Pfarrkirche Kittsee: Die dreischiffige Kirche hat einen rd. 36 m hohen (inklusive Kreuz) eingebundenen Westturm mit haubenförmigem Helm und eine halbrunde Apsis. Die Kirche mit einem Fassungsraum für rund 1250 Personen wurde nach den Plänen der Architektin Helene Koller-Buchwieser vom Baumeister Stefan Wilhelm Haderer ab 1948 errichtet und am 16. November 1952 von Bischof Josef Schoiswohl eingeweiht.[9]

### Kulinarische Spezialitäten
Die Kittseer Marille, eine Züchtung, die von der Frühen Ungarischen Gelben stammt, wurde im Jahr 2004 als Wortbildmarke geschützt.

## Wirtschaft und Infrastruktur

### Verkehr
Kittsee hat eine Eisenbahn-Station an der Bahnstrecke Parndorf–Bratislava-Petržalka. Die Züge fahren planmäßig bis nach Deutschkreutz über die Strecke der Raab-Oedenburg-Ebenfurter Eisenbahn. Sie liegt etwa 15–20 Gehminuten vom Ortszentrum entfernt. Züge fahren stündlich nach Petržalka (Fahrzeit 5 Minuten) und nach Wien Hbf. (ca. 55 Minuten). Diese fahren im Stundentakt und in den Morgenstunden auch halbstündlich. An Samstag, Sonn- und Feiertag fährt auch ein Zug bis nach Mürzzuschlag. Kittsee hatte früher außerdem einen Bahnhof an der Pressburger Bahn.

### Landwirtschaft
Aus landwirtschaftlicher Sicht spielt der Marillenanbau eine große Rolle. Im Jahr 2013 bestanden circa 30.000 Marillenbäume auf etwa 110 ha.

### Gesundheitswesen
Kittsee spielt eine Rolle als medizinisches Zentrum. Die beiden Gesundheitshäuser haben jeweils circa 100 Patientenbetten.
- Das einzige allgemeine öffentliche Krankenhaus des Bezirkes befindet sich hier. Es wurde 1902 vom seliggesprochenen Augenarzt Ladislaus Batthyány-Strattmann gegründet und 2004 auch nach ihm benannt. Das Krankenhaus soll 2030 nach Gols verlegt werden.[11]
- Das Neurologische Rehabilitationszentrum (NRZ) wurde 2012 neu erbaut und liegt im Ortszentrum in der Spitalgasse in direkter Nachbarschaft zum Krankenhaus.[12]
- Das Therapiezentrum Kittsee wurde mit Jahresende 2022 aus wirtschaftlichen Gründen stillgelegt.

## Sport
- SC Kittsee – Fusionierung der beiden Vereine ASV Kittsee sowie UFC Kittsee (1991)

## Politik

### Gemeinderat
Der Gemeinderat umfasst aufgrund der Einwohnerzahl insgesamt 21 Mitglieder.
| Partei          | 2022             | 2022             | 2022             | 2017    | 2017    | 2017    | 2012    | 2012    | 2012    | 2007             | 2007             | 2007             | 2002             | 2002             | 2002             | 1997             | 1997             | 1997             |
| Partei          | Sti.             | %                | M.               | Sti.    | %       | M.      | Sti.    | %       | M.      | Sti.             | %                | M.               | Sti.             | %                | M.               | Sti.             | %                | M.               |
| --------------- | ---------------- | ---------------- | ---------------- | ------- | ------- | ------- | ------- | ------- | ------- | ---------------- | ---------------- | ---------------- | ---------------- | ---------------- | ---------------- | ---------------- | ---------------- | ---------------- |
| ÖVP             | 820              | 46,64            | 12               | 525     | 35,16   | 9       | 470     | 34,36   | 7       | 447              | 35,93            | 8                | 493              | 39,25            | 8                | 593              | 54,76            | 12               |
| SPÖ             | 405              | 23,04            | 6                | 494     | 33,09   | 8       | 533     | 38,96   | 9       | 699              | 56,19            | 12               | 636              | 50,64            | 11               | 490              | 45,24            | 9                |
| LIKI A1         | 350              | 19,91            | 5                | 291     | 19,49   | 4       | 239     | 17,47   | 4       | nicht kandidiert | nicht kandidiert | nicht kandidiert | nicht kandidiert | nicht kandidiert | nicht kandidiert | nicht kandidiert | nicht kandidiert | nicht kandidiert |
| UBFK A2         | 183              | 10,41            | 2                | 131     | 8,77    | 2       | 92      | 6,73    | 1       | 78               | 6,27             | 1                | nicht kandidiert | nicht kandidiert | nicht kandidiert | nicht kandidiert | nicht kandidiert | nicht kandidiert |
| FPÖ             | nicht kandidiert | nicht kandidiert | nicht kandidiert | 52      | 3,48    | 0       | 34      | 2,49    | 0       | 20               | 1,61             | 0                | 127              | 10,11            | 2                | nicht kandidiert | nicht kandidiert | nicht kandidiert |
| Wahlberechtigte | 3020             | 3020             | 3020             | 2101    | 2101    | 2101    | 1922    | 1922    | 1922    | 1788             | 1788             | 1788             | 1646             | 1646             | 1646             | 1661             | 1661             | 1661             |
| Wahlbeteiligung | 63,54 %          | 63,54 %          | 63,54 %          | 72,54 % | 72,54 % | 72,54 % | 75,13 % | 75,13 % | 75,13 % | 80,31 %          | 80,31 %          | 80,31 %          | 86,88 %          | 86,88 %          | 86,88 %          | 81,40 %          | 81,40 %          | 81,40 %          |

### Bürgermeister
Bürgermeister ist Johannes Hornek (ÖVP), der sich in der Stichwahl vom 29. Oktober 2017 mit 57,04 % der Stimmen gegenüber seiner Vorgängerin Gabriele Nabinger (SPÖ), die 42,96 % erreichte, durchsetzte. Hornek wurde am 10. November 2017 von der Hauptfrau des Bezirks Neusiedl am See, Birgit Lentsch, angelobt.
Bei der Wahl 2022 verteidigte Johannes Hornek sein Amt mit 54,76 Prozent der Stimmen im ersten Wahlgang.
Bürgermeister von Kittsee (Auszug):
- 1958–1970 Franz Böröczky (SPÖ)
- 1977 Franz Böröczky (SPÖ)
- 2010–2012 Klaus Senftner (SPÖ)[19]
- 2012–2017 Gabriele Nabinger (SPÖ)
- seit 2017 Johannes Hornek (ÖVP)

### Wappen
|  | Blasonierung: „Runder, silberner (weißer), schlanker Turm mit hohem Rundbogentor, einem Fensterschlitz im Mittelgeschoß und zwei Fenstern im Obergeschoß, einem vorspringenden, schindelgedecktem hohen Spitzdach mit Knauf und Spitze auf grünem Boden und blauem Schild.“ |

## Persönlichkeiten
- Jakob Figdor (1742–1808), Wollhändler, Begründer der Unternehmer- und Bankiersfamilie Figdor
- Franziska (Fanny) Christiane Figdor (1814–1890), Frau Hermann Christian Wittgensteins
- Joseph Joachim (1831–1907), Violinist, Dirigent und Komponist
- Martin Millesits (1871–1940), Landwirt und Politiker (CS)
- Karl Stöger (1905–1946), Landwirt und Politiker
- Franz Böröczky (1922–2002), Politiker (SPÖ)
- Elisabeth Rechnitzer (1937–1993), Politikerin
- Franz Wahler (* 1962), Brückenbauer
- Paul Hafner (* 1977), Fußballspieler und -trainer
- Thomas Schrammel (* 1987), Fußballnationalspieler
- Lisa Stadler (* 1988), Seglerin
- Christian Gartner (* 1994), Fußballspieler
- Markus Kuster (* 1994), Fußballspieler